# Bányamúzeum
A bányamúzeum a hazai bányászkodásnak hivatott emléket állítani. A 20. században Magyarországon többféle bányászat volt: szénbányászat, olajkitermelés, földgázkitermelés, bauxitbányák, uránbányászat, egyéb ércbányászat.
Ezeknek állítanak emléket a bányamúzeumok, ahol az akkoriban használt gépeket, kitermelési technológiákat, továbbá a bányászok életkörülményeit próbálják bemutatni.

## Jelentősebb hazai bányamúzeumok

### Nyugat-Dunántúlon
- Sopron: szénbányászat, Sopron, Templom u. 2.
- Zalaegerszeg: olajkitermelés, Zalaegerszeg, Falumúzeum utca.

### Közép-Dunántúlon
- Ajka: szénbányászat, Ajka, Parkerdő.
- Gánt: bauxitbányászat, Gánt, Bányatelep 1. (Gánt-Zámoly főút mentén).
- Oroszlány: szénbányászat, Majkpuszta mellett a XX-as akna helyén. Majkpuszta műemlék kastélyától 1 km-re.
- Tatabánya: szénbányászat, egykori XV-ös akna helyén. Elérhetősége: Tatabánya, Vágóhíd utca 1.

### Észak-Magyarországon
- Salgótarján: szénbányászat, Salgótarján, Zemlinszky Rezső u. 1.

## Jelentősebb európai bányamúzeumok
- Bochum, Németország. http://www.bergbaumuseum.de
- Stavanger, Norvégia: tengeri olajkitermelés. http://www.norskolje.museum.no
- Wolfach, Németország: történelmi ezüst és bádog ércbánya. http://www.grube-wenzel.de